# Aeronomi
Aeronomi är en vetenskap som studerar fysiska och kemiska egenskaper hos atmosfären. Även om begreppet ibland används för hela atmosfären, begränsar man sig vanligen till dess övre nivåer, från övre halvan av stratosfären och uppåt, där dissociation och jonisering är viktiga processer. Termen aeronomi introducerades av Sydney Chapman. Termen inkluderar idag även vetenskapen om motsvarande regioner av andra planeters atmosfärer.